# Leucochrysa (Nodita) ratcliffei
Leucochrysa (Nodita) ratcliffei is een insect uit de familie van de gaasvliegen (Chrysopidae), die tot de orde netvleugeligen (Neuroptera) behoort. 
Leucochrysa (Nodita) ratcliffei is voor het eerst wetenschappelijk beschreven door Penny in 2001.